# Hora Central Europea
| Blau clar | Hora d'Europa Occidental (UTC+0)                                          |
| Blau      | Hora d'Europa Occidental (UTC+0) Hora d'Europa Occidental d'Estiu (UTC+1) |
| Vermell   | Hora d'Europa Central (UTC+1) Hora d'Europa Central d'Estiu (UTC+2)       |
| Groc      | Hora de Kaliningrad (UTC+2)                                               |
| Caqui     | Hora d'Europa Oriental (UTC+2) Hora d'Europa Oriental d'Estiu (UTC+3)     |
| Verd clar | Hora de Moscou (UTC+3)                                                    |

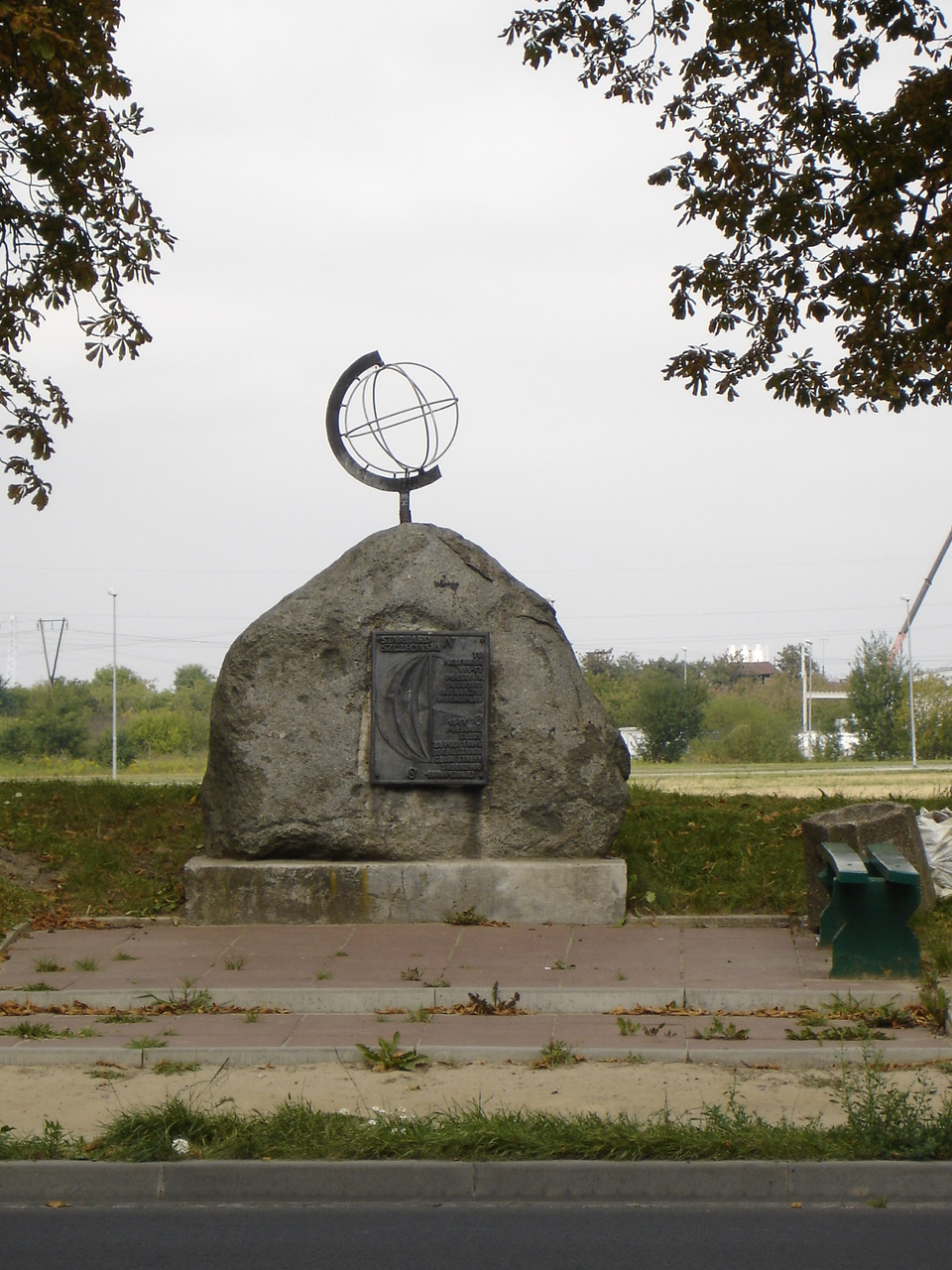
Monument "15. Meridià", Stargard, Polònia

L'Hora Central Europea o Hora Central d'Europa, escurçat comunament a CET (de l'anglès Central European Time) és el nom més corrent que rep el fus horari que està una hora més avançat que el Temps Universal Coordinat-UTC, amb la denominació UTC+1. S'usa a la majoria dels països d'Europa. És el mateix fus horari que tenen molts països d'Àfrica, anomenat WAT. Durant l'horari d'estiu, en diversos països s'usa el CEST (UTC+2).

## Ús
Els països següents i territoris usen l'hora central europea només durant l'hivern, entre la 1:00 UTC de l'últim diumenge d'octubre i la 1:00 UTC de l'últim diumenge de març:
- Albània, des de 1914
- Alemanya, des de 1893
- Andorra, des de 1946
- Àustria, des de 1893
- Bèlgica, als anys 1914–19 i des de 1940
- Bòsnia i Hercegovina, des de 1884
- Ciutat del Vaticà
- Croàcia, des de 1884
- Dinamarca, des de 1894
- Eslovàquia, des de 1890
- Eslovènia, des de 1884
- Espanya, des de 1940 (excepte les Illes Canàries)
- França (metropolitana, des de 1940 amb una pausa entre 1944–45)
- Gibraltar, des de 1957
- Hongria, des de 1980
- Itàlia, des de 1893
- Liechtenstein, des de 1894
- Luxemburg, als anys 1904–18 i des de 1940
- Malta, des de 1893
- Mònaco, des de 1945
- Montenegro, des de 1884
- Noruega, des de 1895
- Països Baixos, des de 1940
- Polònia, als anys 1915–18 i des de 1922
- Macedònia del Nord, des de 1884
- República Txeca, des de 1891
- San Marino
- Sèrbia, des de 1884
- Suècia, des de 1900
- Suïssa, des de 1894

Aquests països africans tenen el mateix fus horari que el CET durant tot l'any:
- Algèria
- Angola
- Benín
- Camerun
- Gabon
- Guinea Equatorial
- Níger
- Nigèria
- República Central Africana
- República del Congo
- República Democràtica del Congo (part occidental)
- Tunísia
- Txad

Namíbia usa UTC+1 entre març i octubre i la resta de l'any té l'horari d'estiu (UTC+2)
Abans de la Segona Guerra Mundial, Lituània usava CET (MET) entre 1920–40. Durant la guerra, Alemanya va posar aquest horari a tots els seus territoris ocupats. A França, Bèlgica, els Països Baixos i Luxemburg el CET es va mantindre. Després de la guerra Mònaco, Espanya, Andorra i Gibraltar van instaurar el CET.
Irlanda i el Regne Unit van adoptar experimentalment el CET entre 1968–71; tanmateix, aquest experiment va ser curt i molt impopular, a causa principalment de l'augment d'accidents de trànsit (molts, relacionats amb xiquets anant a escola) als foscos matins hivernals. Portugal va usar CET entre 1966–76 i 1992–96.

## Desajustos
Degut a criteris polítics i d'eficiència de zones econòmiques, sovint en contradicció amb els purament geogràfics amb els que es van definir els fusos horaris, hi ha zones horàries de país que no s'adhereixen amb precisió als fusos. El fus UTC+1 (CET) es defineix com l'àrea entre els meridians 7° 30′ E i 22° 30′ E, però hi ha zones d'Europa que són en una zona UTC+1 geogràfica que usen un altre fus, l'UTC+2 en particular (no hi ha zones UTC+1 físiques que usin UTC). A la inversa, hi ha àrees europees que s'han definit dins la zona UTC+1 tot i que la seva zona geogràfica sigui UTC, UTC-1 (Galícia o Portugal) o UTC+2 (zones orientals de Noruega, Polònia i Sèrbia).
Gibraltar va mantenir el CET (UTC+1) tot l'any fins que s'obriren les fronteres amb Espanya el 1982 quan va adoptar el CEST.